# Michal Šlesingr
Michal Šlesingrⓘ (* 3. Februar 1983 in Ústí nad Orlicí) ist ein ehemaliger tschechischer Biathlet.

## Karriere
Michal Šlesingr wurde von Vlastimil Vávra trainiert und startete für SKP Jablonec. Er begann 1995 mit dem Biathlonsport.

### Anfänge
Šlesingr bestritt sein erstes internationales Rennen bei den Juniorenweltmeisterschaften 2000 in Hochfilzen. Im Sprint wurde er 79. und qualifizierte sich damit nicht für die Verfolgung, mit der Staffel erreichte er den 14. Platz. Auch im folgenden Jahr nahm er an den Juniorenweltmeisterschaften teil, er startete allerdings nur im Einzel und kam als 26. ins Ziel.
In der folgenden Saison ging Šlesingr erstmals im Weltcup an den Start. Zunächst in Antholz mit der Staffel und danach in Lahti im Sprint. Mit der Staffel wurde er 13. und im Sprint 86. Bei den Juniorenweltmeisterschaften in Ridnaun gewann er zudem seine ersten Medaillen. Nach einem dritten Platz im Sprint gewann er die Verfolgung und mit der Staffel die Silbermedaille. Im Einzel kam er als Vierter ins Ziel.

### Etablierung in der Weltspitze (Saison 2002/03 bis 2004/05)
Von nun an wurde Šlesingr immer wieder und immer öfter im Weltcup eingesetzt. In der Saison 2002/03 ging er bei insgesamt sieben Weltcuprennen und bei den Weltmeisterschaften an den Start. Bei den Weltmeisterschaften in Chanty-Mansijsk wurde er im Sprint 50. und verbesserte sich in der Verfolgung auf den 39. Platz. Als 27. im Einzel gewann er seine ersten Weltcuppunkte.
Bei den Juniorenweltmeisterschaften gewann er in Sprint und Verfolgung Silber und mit der Staffel Bronze.
In der folgenden Saison 2003/04 verdoppelte sich die Einsatzzahl Šlesingrs im Weltcup. Bis zu den Weltmeisterschaften kam er aber nicht unter die besten 30 und damit in den Bereich der Weltcuppunkte. Vor den Weltmeisterschaften bestritt Šlesingr seine letzten Juniorenweltmeisterschaften, konnte aber nur mit der Staffel die Silbermedaille gewinnen. Sein bestes Einzelergebnis war ein vierter Platz im Sprint.
Die Weltmeisterschaften in Oberhof begann Šlesingr mit einem 41. Platz im Sprint und einem 44. Platz in der Verfolgung. Im Einzel erreichte er mit einem 22. Platz erneut die Punkteränge und sein bis dahin bestes Ergebnis.
Bei den folgenden Rennen kam er einmal erneut unter die besten 30, platzierte sich mit seinen restlichen Ergebnissen aber eher um den 40. Rang.
Seit der Saison 2004/05 gehörte er dauerhaft zum „Weltcupzirkus“. Die Saison begann Šlesingr aber mit Ergebnissen jenseits des 50. Platzes. Erst im neuen Jahr wurden die Resultate besser. Das erste Einzelrennen des neuen Jahres war ein Sprint. Dank fehlerfreiem Schießen konnte er mit einem zehnten Platz erstmals die Top Ten erreichen. In der anschließenden Verfolgung wurde er dann 13. In Antholz verfehlte er zunächst mit zwei 31. Plätzen die Punkteränge knapp, in der Verfolgung verbesserte er sich aber um 20 Plätze und erreichte mit einem elften Platz sein bis dahin zweitbestes Ergebnis.
Die Weltmeisterschaften in Hochfilzen begann Šlesingr mit einem 59. Platz im Sprint. In der Verfolgung verbesserte er sich um 40 Plätze und wurde 18. Im Einzel konnte er mit einem neunten Platz seine bisherige Bestleistung um einen Platz verbessern. Mit seinen guten Ergebnissen bei den Weltmeisterschaften qualifizierte er sich außerdem erstmals für den Massenstart, welchen er als 21. beendete. Zum Saisonfinale in Chanty-Mansijsk kam er erneut zweimal in die Punkteränge und verfehlte bei der ersten Mixed-Staffel-Weltmeisterschaft zusammen mit Kateřina Holubcová, Irena Česneková und Roman Dostál einen Podestplatz nur um zwei Sekunden.
In der Gesamtwertung beendete Šlesingr diese Saison als 37. In Einzel und Verfolgung wurde er 27.

### Erste Olympische Spiele und Weltcupsieg (Saison 2005/06 bis 2008/09)
Die erste olympische Saison begann für Michal Šlesingr mit einem 80. Platz beim Auftakt in Östersund. In Hochfilzen erreichte er mit einem 14. und einem 15. Platz dann aber zwei sehr gute Ergebnisse. Mit einem siebten Platz im Einzel in Brezno gelang ihm eine neue Karrierebestleistung. Nach einem 40. Platz im Sprint kam er dann auch in der Verfolgung unter die besten 20.
Auch in Oberhof, Ruhpolding und Antholz kam er zumeist in die Punkteränge und startete bei zwei Massenstarts, die Qualifizierung erreichte er erstmals über seine Gesamtweltcupplatzierung.
Bei den Olympischen Spielen 2006 in Turin nahm er an vier von fünf Rennen teil, erreichte aber abgesehen vom sechsten Platz mit der Mannschaft kein gutes Ergebnis. Sein bestes Ergebnis war ein 32. Platz in der Verfolgung. Auch bei den folgenden Wettkämpfen auf der Pokljuka kam er über einen 32. Platz nicht hinaus. Erst in Kontiolahti erreichte er mit einem 14. Platz im Massenstart wieder die Punkteränge. Beim Weltcupfinale in Oslo verfehlte er mit den Plätzen elf und zwölf die Top Ten knapp. Die Gesamtwertung beendete Šlesingr als 29. Auch in den Disziplinenwertungen konnte er sich zumeist verbessern. Im Einzel wurde er Elfter, im Sprint 37., im Massenstart 28. Nur in der Verfolgung erreichte er wie im Vorjahr den 27. Platz.
In die Saison 2006/07 startete Šlesingr mit seinem bisher besten Ergebnis. Mit nur einer Strafminute erreichte er im Einzel den vierten Platz. An dieses gute Ergebnis konnte er in den folgenden Rennen aber nicht anknüpfen. Bis zu den Wettkämpfen in Ruhpolding kam er nur zweimal in die Punkteränge, dort konnte er sich dann für den ersten Massenstart der Saison qualifizieren, welchen er als Siebter beendete. Bei den letzten Wettkämpfen vor den Weltmeisterschaften auf der Pokljuka kam er dann immer unter die besten 30 Athleten.
Bei der Weltmeisterschaft 2007 in Antholz gewann er hinter Ole Einar Bjørndalen die Silbermedaille im Sprint. In der Verfolgung verpasste er als Vierter nur knapp seine zweite Medaille, die er dann im Einzel als Dritter gewann. Mit der Staffel wurde er Fünfter und im Massenstart 20. Diese Weltmeisterschaften sind die besten seiner ganzen Karriere. In den folgenden Rennen der Saison erreichte er immer die Punkteränge und kam noch einmal als Achter ins Ziel. Die Saison beendete Šlesingr als 16. der Welt. Mit einem vierten Platz in der Einzelwertung erreichte er dort sein bestes Karriereergebnis. In der Sprintwertung wurde er 28., in der Verfolgungswertung 20. und in der Massenstartwertung 17.
Den Saisonauftakt der Saison 2007/08 in Kontiolahti bestritt Šlesingr mit einer kontinuierlichen Verbesserung seiner Ergebnisse, an dessen Ende ein 13. Platz in der Verfolgung stand. Auch in den folgenden Rennen bis zu den Weltmeisterschaften gewann er zumeist Weltcuppunkte, allerdings kam er nur in einem Rennen unter die besten Zehn. Die diesjährigen Weltmeisterschaft in Östersund waren weniger erfolgreich als die der Vorsaison. Im Sprint wurde er Sechster, in der Verfolgung Fünfter, im Einzel Zehnter und im Massenstart reichte es nach fünf Strafrunden nur für Platz 26.
Nach den Weltmeisterschaften kam er im Massenstart in Chanty-Mansijsk zeitgleich mit Daniel Graf hinter Tomasz Sikora ins Ziel. Da Graf im Fotofinish vorne lag, wurde Šlesingr Dritter und erreichte damit seinen ersten Podestplatz der Saison.
Beim Weltcupfinal in Oslo brach er nach einem 22. Platz im Sprint die Verfolgung ab. Das letzte Rennen der Saison, den Massenstart, gewann er im Fotofinish vor Nikolai Kruglow. Damit erreichte er seinen einzigen Weltcupsieg. In der Gesamtwertung verschlechterte sich Šlesingr um drei Plätze und wurde 19. Auch in der Einzelwertung wurde er 19. In der Sprint- und der Verfolgungswertung verbesserte er sich jeweils um drei Plätze und erreichte die Plätze 25 und 14. In der Verfolgungswertung wurde er, wie in der Vorsaison 20.
Die Saison 2008/2009 begann Šlesingr mit Ergebnissen jenseits des Platzes 40. Erst in Hochfilzen gewann er mit den Plätzen 32 und 30 seine ersten Weltcuppunkte. Dies war möglich, da das Punktesystem so geändert worden war, dass nun die besten 40 Athleten Punkte erhielten. In Oberhof verpasste er mit einem vierten Platz im Sprint einen erneuten Podestplatz knapp, kam aber dann bis zum Saisonende immer in die Punkte und erreichte drei weitere Top-Ten-Platzierungen.
Auch an den Weltmeisterschaften nahm er wieder teil, kam dort aber über einen 39. Platz in der Verfolgung nicht hinaus. Die Saison beendete er als 20. der Welt. In der Verfolgungswertung erreichte er mit einem zehnten Platz sein bisher bestes Ergebnis in dieser Disziplin, auch in der Sprintwertung konnte er sich verbessern und wurde 17.
In dieser Saison gehörte Michal Šlesingr zu den treffsichersten Athleten im Biathlon-Weltcup. In der Saisonstatistik der besten Schützen belegt er Platz 2. Bei den Tschechischen Meisterschaften im Biathlon 2009 gewann er den Titel im Sprint sowie in der Verfolgung.

### Zweite Olympische Spiele (Saison 2009/10 bis 2012/13)

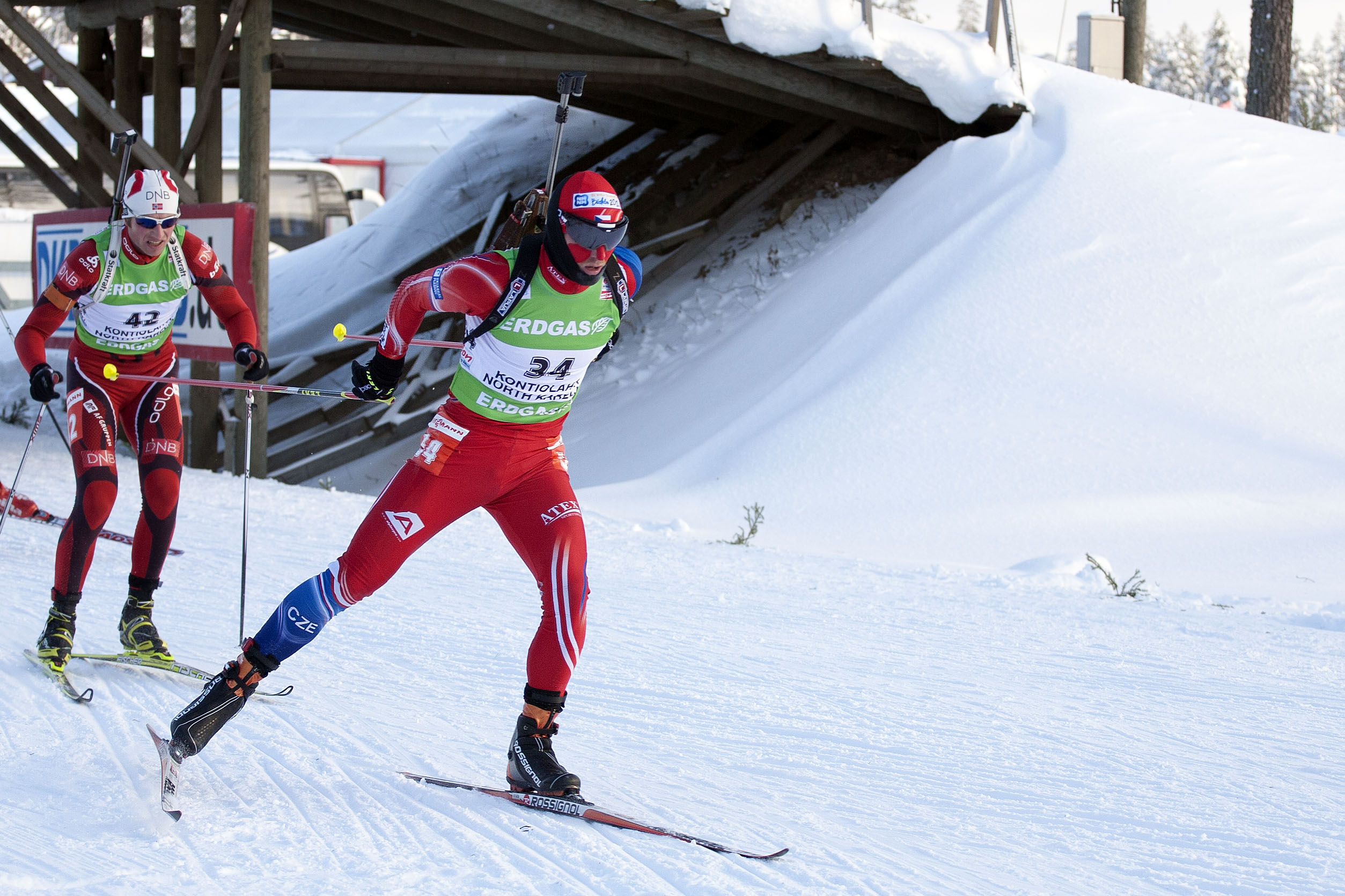
Michal Šlesingr(Verfolgung in Kontiolahti, 2012)

Die Saison 2009/10 begann für Michal Šlesingr wenig erfolgreich. Im ganzen Jahr 2009 kam er über einen 30. Platz nicht hinaus. Erst in Antholz kam er im Einzel als Neunter ins Ziel und damit unter die Top Ten. Nach diesem Erfolgserlebnis standen die Olympischen Winterspiele an.
Michal Šlesingr nahm an den Olympischen Winterspielen 2010 in Vancouver teil. Seine besten Resultate waren ein 16. Platz im Massenstart und ein 17. Platz im Einzel. Mit der Staffel belegte er Rang 7.
Nach den Olympischen Spielen kam er nur noch einmal unter die Top Ten, blieb aber bis auf ein Rennen immer in den Punkten. Nach dieser durchwachsenen Saison reichte es für Šlesingr nur noch für Platz 29 der Gesamtwertung. Dies war das schlechteste Ergebnis seit der vorangegangenen olympischen Saison. In der Einzelwertung konnte er aber noch einen sehr guten siebten Platz erreichen.
Die folgende Saison war für Šlesingr dann wieder wesentlich erfolgreicher. Er startete gleich mit einem siebten Platz im ersten Rennen der Saison. Auch in den restlichen Rennen des Jahres 2010 kam er zumeist unter die besten 40 Biathleten. In Oberhof erreichte er mit Zdeněk Vítek, Jaroslav Soukup und Ondřej Moravec mit einem zweiten Platz sein erstes Staffelpodest. Mit einem fehlerfreien Schießen wurde er im Sprint Dritter und erreichte erneut einen Podestplatz. Mit einem achten Platz beendete er die erfolgreichen Wettkämpfe in Oberhof. In Fort Kent erreichte er erneut das Podest. Šlesingr wurde Zweiter und in der Verfolgung verfehlte er es als Vierter nur knapp.
In die Weltmeisterschaften in Chanty-Mansijsk startete er mit einem zwölften Platz im Sprint. In der Verfolgung wurde er Achter und im Einzel Zehnter. Mit sechs Strafrunden reichte es im Massenstart aber nur für Platz 26. Zum Finale in Oslo erreichte mit einem 12. und einem 15. Platz zwei weitere gute Ergebnisse.
In der Gesamtwertung erreichte er dank kontinuierlich guter Resultate mit einem neunten Platz sein bisher bestes Ergebnis. In der Einzel- und in der Sprintwertung wurde er Elfter, in der Verfolgungswertung Neunter und in der Massenstartwertung Zwölfter.
In seine elfte Weltcupsaison startete Šlesingr als Zweiter im Einzel in Östersund hinter Martin Fourcade. Da dies das erste Rennen der Saison war, belegte er zudem kurzfristig den zweiten Rang im Gesamtweltcup, eine bessere Platzierung erreichte er dort zeitlebens nie. Mit einem achten Platz im folgenden Sprint konnte er diese Platzierung verteidigen, erst im dritten Rennen der Saison fiel er auf den vierten Platz der Gesamtwertung zurück. Auch in Hochfilzen erreichte er zunächst gute Ergebnisse. Mit einem 64. Platz im zweiten Sprint verpasste er dann aber die Verfolgung. Zusammen mit Veronika Vítková, Gabriela Soukalová und Ondřej Moravec wurde er Zweiter im Mixedstaffelrennen. Dies war der erste Podestplatz für eine tschechische Mixedstaffel im Weltcup. Zwischen dem Jahreswechsel und den Weltmeisterschaften erreichte er drei weitere Top-Ten-Ergebnisse und blieb bis auf ein Rennen immer in den Punkterängen.
Die Weltmeisterschaften fanden in diesem Jahr in Ruhpolding statt. Sein bestes Ergebnis war ein neunter Platz im Einzel. Zum Saisonabschluss erreichte er noch zwei dreizehnte und einen sechsten Platz.
In der Gesamtwertung wurde er Zehnter. In der Einzelwertung erreichte er zum zweiten Mal den siebten Platz. In den drei anderen Disziplinenwertungen kam er unter die besten zwanzig.
Auch die Saison 2012/13 begann für Šlesingr mit einem Podestplatz. Die Mixedstaffel wurde in selber Besetzung wie beim letzten Mal dritte. In die Einzelrennen von Östersund startete er dann aber mit einem 31. Platz. Erst bei der dritten Station auf der Pokljuka kam er erstmals unter die besten zwanzig und in Oberhof kam er in der Verfolgung als Zehnter ins Ziel und erreichte sein erstes Top-Ten-Ergebnis der Saison.
Die Weltmeisterschaften in seinem Heimatland waren für Šlesingr nicht von Erfolg gekrönt, da er durch Krankheiten geschwächt war. Nach einem 51. Platz im Sprint ließ er die Verfolgung aus. Im Einzel reichte es mit zwei Strafminuten dann auch nur für den 30. Platz. Durch diese schlechten Ergebnisse konnte er sich auch nicht für den Massenstart qualifizieren. In der restlichen Saison erreichte er zunächst Ergebnisse um den 20. Platz, zeigte dann aber zum Saisonabschluss seine besten Saisonleistungen. Im Sprint wurde er zunächst Achter und kam dann in der Verfolgung zeitgleich mit Martin Fourcade als Dritter ins Ziel. In der Gesamtwertung verschlechterte er sich gegenüber der Vorsaison deutlich und wurde 21.

### Dritte Olympische Spiele und Weltmeister (Saison 2013/14 bis 2016/17)

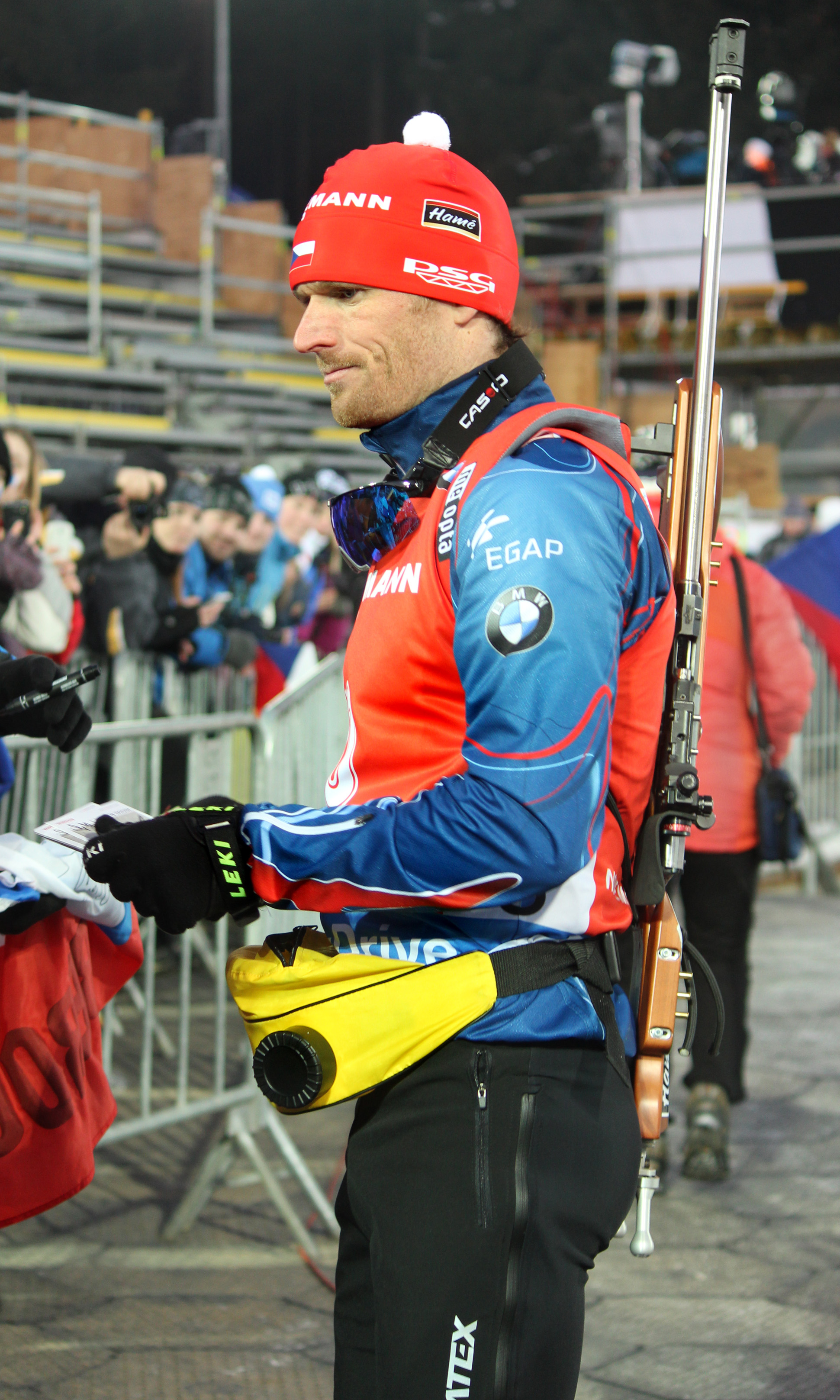
Michal Šlesingr(in Nové Město, 2015)

Den Auftakt der Saison 2013/14 verpasste Michal Šlesingr krankheitsbedingt, erst in Oberhof stieg er wieder in den Weltcup ein. Nach einem zwölften Platz im Sprint wurde er in der Verfolgung Fünfter und erreichte in seinem zweiten Rennen sein erstes Top-Ten-Ergebnis der Saison. An diese Leistung konnte er dann bis zu den Olympischen Spielen aber nicht mehr anknüpfen.
Die Olympischen Winterspiele fanden dieses Mal in Sotschi statt. Sein bestes Ergebnis war ein 31. Platz im Sprint. Die Verfolgung musste er auslassen und beendete nach den Spielen seine Saison vorzeitig.
Die Saison 2014/15 absolvierte Šlesingr dann wieder vollständig. In Östersund startete diese mit einem dritten Platz im Einzel und einem vierten Platz im Sprint. Damit erreichte er zum zweiten Mal in seiner Karriere den zweiten Platz der Gesamtwertung, konnte diesen aber nach einem 19. Platz in der Verfolgung nicht halten. Die restlichen Rennen bis zum Jahreswechsel waren durchwachsen und ohne Top-Ten-Ergebnis. Nach dem Jahreswechsel erreichte er wieder die Top Ten und in Ruhpolding mit einem dritten Platz im Massenstart das Podium. Bis zu den Weltmeisterschaften kamen noch zwei Top-Ten-Ergebnisse hinzu.
In Kontiolahti fanden in diesem Jahr die Weltmeisterschaften statt. Diese starteten mit seinem einzigen Weltmeistertitel. Zusammen mit Vítková, Soukalová und Moravec gewann er vor Frankreich und Norwegen die Goldmedaille im Mixedstaffelwettbewerb. Auch die Einzelrennen liefen, wenn auch ohne Medaille, gut für Šlesingr. Im Sprint wurde er Siebter, in der Verfolgung Vierter, im Einzel Vierzehnter und im Massenstart Fünfter.
Zum Saisonabschluss kam noch ein weiterer Top-Ten-Platz dazu. Insgesamt war die Saison die beste seiner ganzen Karriere. In der Gesamtwertung erreichte er mit einem achten Platz sein bestes Ergebnis. Auch in der Sprint- und in der Massenstartwertung erreichte er mit einem neunten und einem sechsten Platz seine besten Karriereergebnisse. In der Einzelwertung wurde zum zweiten Mal Vierter.
In die nächste Saison startete Šlesingr mit einem dritten Platz im Mixedstaffelrennen. In den Einzelrennen kam er aber erst im Jahr 2016 über einen 20. Platz hinaus. Nach einem achten Platz im Sprint wurde er in der Verfolgung in Ruhpolding Dritter. Bis zum Saisonende kamen dann nur noch zwei Top-Ten-Ergebnisse dazu.
Bei den Weltmeisterschaften in Oslo gelang die Titelverteidigung im Mixedstaffelrennen mit einem sechsten Platz nicht. Auch in den Einzelrennen kam er über einen zwölften Platz nicht hinaus. In der Gesamtwertung fiel er so um zehn Plätze auf den 18. Platz zurück. In der Verfolgungswertung konnte er noch den elften Platz erreichen.
Die Saison 2016/17 lief für Šlesingr ähnlich wie die vorhergehende. Er kam insgesamt dreimal in die Top Ten, zum ersten Mal in Oberhof. Im Sprint wurde er Zweiter und in der Verfolgung Siebter. Bei den Weltmeisterschaften blieb er im Sprint mit einem 42. Platz ohne Punkte und sein bestes Ergebnis war ein 13. Platz im Massenstart. Im letzten Rennen der Saison erreichte er mit einem sechsten Platz erneut die Top Ten. Gegenüber der Vorsaison verschlechterte er sich in der Gesamtwertung um zwei Plätze und wurde 22.

### Vierte Olympische Spiele und Karriereende (Saison 2017/18 bis 2019/20)
Die Saison 2017/18 begann für Michal Šlesingr mit Ergebnissen meist jenseits des 30. Platzes. Erst in Ruhpolding kam er in die Top Ten. In Ruhpolding wurde er sowohl im Einzel als auch im Massenstart Achter. Dies blieben seine einzigen Top-Ten-Ergebnisse.
Die Olympischen Winterspiele in Pyeongchang waren für Šlesingr die vierten seiner Karriere. Allerdings auch die mit dem schlechtesten Abschneiden. Im Sprint wurde er 69. und qualifizierte sich nicht für die Verfolgung und im Einzel wurde er 45. Durch seine schlechten Vorleistungen war er auch nicht für den Massenstart qualifiziert. Wie auch bereits 2014 beendete er die Saison nach den Winterspielen vorzeitig.
Der folgende Saisonbeginn und die Vorbereitung war für Šlesingr durch Krankheiten und Rückenproblemen bestimmt. Mit 35 Jahren gehörte er zu den ältesten Biathleten im Teilnehmerfeld. In der ersten Saisonhälfte musste er viele Starts kurzfristig absagen und kam nie in die Punkteränge. Nach dem Jahreswechsel startete er deshalb zunächst im IBU-Cup. An den Wettkämpfen in Nordamerika nahm er dann teil und erreichte im Sprint auch einen 19. Platz, ließ die Verfolgung dann aber wieder aus. Bei den Weltmeisterschaften in Östersund ging er erstmals nur in einem Einzelrennen an den Start. Im Einzel wurde er 35., die Herrenstaffel erreichte mit ihm den vierten Platz. Mit einem 97. Platz im Sprint zum Saisonabschluss verpasste er die Verfolgung. Mit nur zwei Ergebnissen innerhalb der Punkteränge beendete er die Weltcupsaison auf Platz 71 der Gesamtwertung.
In seiner letzten Saison konnte Šlesingr erneut nur selten die Punkteränge erreichen und verpasste aufgrund schlechter Platzierungen im Sprint auch mehrfach die Verfolgung. Bei den Weltmeisterschaften startete er erneut nur im Einzel und in der Staffel. Mit sieben Strafminuten war er im Einzel als 89. allerdings weit abgeschlagen. Auch die Staffel wurde nur Dreizehnte. Seine letzten beiden Rennen bestritt er in seinem Heimatland in Nové Město na Moravě, kam dort aber auch nicht unter die besten Rennen. Nach dem Staffelrennen beendete er seine Karriere.

## Statistiken

### Weltcupsiege
Alle Siege bei Biathlon-Weltcups, getrennt aufgelistet nach Einzel- und Staffelrennen. Durch Anklicken des Symbols im Tabellenkopf sind die Spalten sortierbar.
| Nr. | Datum         | Ort  | Disziplin   |
| --- | ------------- | ---- | ----------- |
| 1.  | 16. März 2008 | Oslo | Massenstart |

| Nr. | Datum        | Ort         | Disziplin           |
| --- | ------------ | ----------- | ------------------- |
| 1.  | 5. März 2015 | Kontiolahti | Mixedstaffel (WM) 1 |

### Biathlon-Weltcup-Platzierungen
Die Tabelle zeigt alle Platzierungen (je nach Austragungsjahr einschließlich Olympische Spiele und Weltmeisterschaften).
- 1.–3. Platz: Anzahl der Podiumsplatzierungen
- Top 10: Anzahl der Platzierungen unter den ersten zehn (einschließlich Podium)
- Punkteränge: Anzahl der Platzierungen innerhalb der Punkteränge (einschließlich Podium und Top 10)
- Starts: Anzahl gelaufener Rennen in der jeweiligen Disziplin
- Staffel: inklusive Mixed- und Single-Mixed-Staffeln

| Platzierung         | Einzel | Sprint | Verfolgung | Massenstart | Staffel | Gesamt |
| ------------------- | ------ | ------ | ---------- | ----------- | ------- | ------ |
| 1. Platz            |        |        |            | 1           | 1       | 2      |
| 2. Platz            | 1      | 3      |            |             | 3       | 7      |
| 3. Platz            | 2      | 1      | 2          | 2           | 3       | 10     |
| Top 10              | 13     | 17     | 20         | 11          | 70      | 131    |
| Punkteränge         | 38     | 81     | 71         | 49          | 91      | 330    |
| Starts              | 52     | 136    | 88         | 49          | 91      | 416    |
| Stand: Karriereende |        |        |            |             |         |        |

### Olympische Winterspiele
| Olympische Winterspiele | Olympische Winterspiele | Einzel | Sprint | Verfolgung | Massenstart | Staffel | Mixedstaffel |
| Jahr                    | Ort                     | Einzel | Sprint | Verfolgung | Massenstart | Staffel | Mixedstaffel |
| ----------------------- | ----------------------- | ------ | ------ | ---------- | ----------- | ------- | ------------ |
| 2006                    | Turin                   | 45.    | 55.    | 32.        | –           | 6.      |              |
| 2010                    | Vancouver               | 17.    | 18.    | 29.        | 16.         | 7.      |              |
| 2014                    | Sotschi                 | 56.    | 31.    | DNS        | –           | –       | –            |
| 2018                    | Pyeongchang             | 45.    | 69.    | –          | –           | 7.      | –            |

### Weltmeisterschaften
| Weltmeisterschaften | Weltmeisterschaften        | Einzel | Sprint | Verfolgung | Massenstart | Staffel | Mixedstaffel | Single-Mixedstaffel |
| Jahr                | Ort                        | Einzel | Sprint | Verfolgung | Massenstart | Staffel | Mixedstaffel | Single-Mixedstaffel |
| ------------------- | -------------------------- | ------ | ------ | ---------- | ----------- | ------- | ------------ | ------------------- |
| 2003                | Chanty-Mansijsk            | 27.    | 50.    | 39.        | –           | 6.      | –            |                     |
| 2004                | Oberhof                    | 22.    | 41.    | 44.        | –           | 8.      | –            |                     |
| 2005                | Hochfilzen Chanty-Mansijsk | 9.     | 59.    | 18.        | 21.         | 11.     | 4.           |                     |
| 2007                | Antholz                    | 3.     | 2.     | 4.         | 20.         | 5.      | –            |                     |
| 2008                | Östersund                  | 10.    | 6.     | 5.         | 26.         | 7.      | –            |                     |
| 2009                | Pyeongchang                | 38.    | 32.    | 19.        | –           | 10.     | –            |                     |
| 2010                | Chanty-Mansijsk            |        |        |            |             |         | 7.           |                     |
| 2011                | Chanty-Mansijsk            | 12.    | 12.    | 8.         | 26.         | 10.     | –            |                     |
| 2012                | Ruhpolding                 | 6.     | 25.    | 29.        | 12.         | 9.      | 8.           |                     |
| 2013                | Nové Město                 | 30.    | 51.    | DNS        | –           | 6.      | –            |                     |
| 2015                | Kontiolahti                | 14.    | 7.     | 4.         | 5.          | 6.      | 1.           |                     |
| 2016                | Oslo                       | 20.    | 15.    | 12.        | 17.         | 5.      | 6.           |                     |
| 2017                | Hochfilzen                 | 18.    | 42.    | 30.        | 13.         | 10.     | –            |                     |
| 2019                | Östersund                  | 35.    | –      | –          | –           | 4.      | –            | –                   |
| 2020                | Antholz                    | 89.    | –      | –          | –           | 13.     | –            | –                   |

### Juniorenweltmeisterschaften
| Weltmeisterschaften | Weltmeisterschaften | Einzel | Sprint | Verfolgung | Staffel |
| Jahr                | Ort                 | Einzel | Sprint | Verfolgung | Staffel |
| ------------------- | ------------------- | ------ | ------ | ---------- | ------- |
| 2000                | Hochfilzen          | –      | 79.    | –          | 14.     |
| 2001                | Chanty-Mansijsk     | 26.    | –      | –          | –       |
| 2002                | Ridnaun             | 4.     | 3.     | 1.         | 2.      |
| 2003                | Kościelisko         | 22.    | 2.     | 2.         | 3.      |
| 2004                | Haute-Maurienne     | 12.    | 4.     | 11.        | 2.      |